# 何塞阿爾曼多貝穆德斯國家公園
19°10′34″N 71°03′00″W / 19.176°N 71.050°W

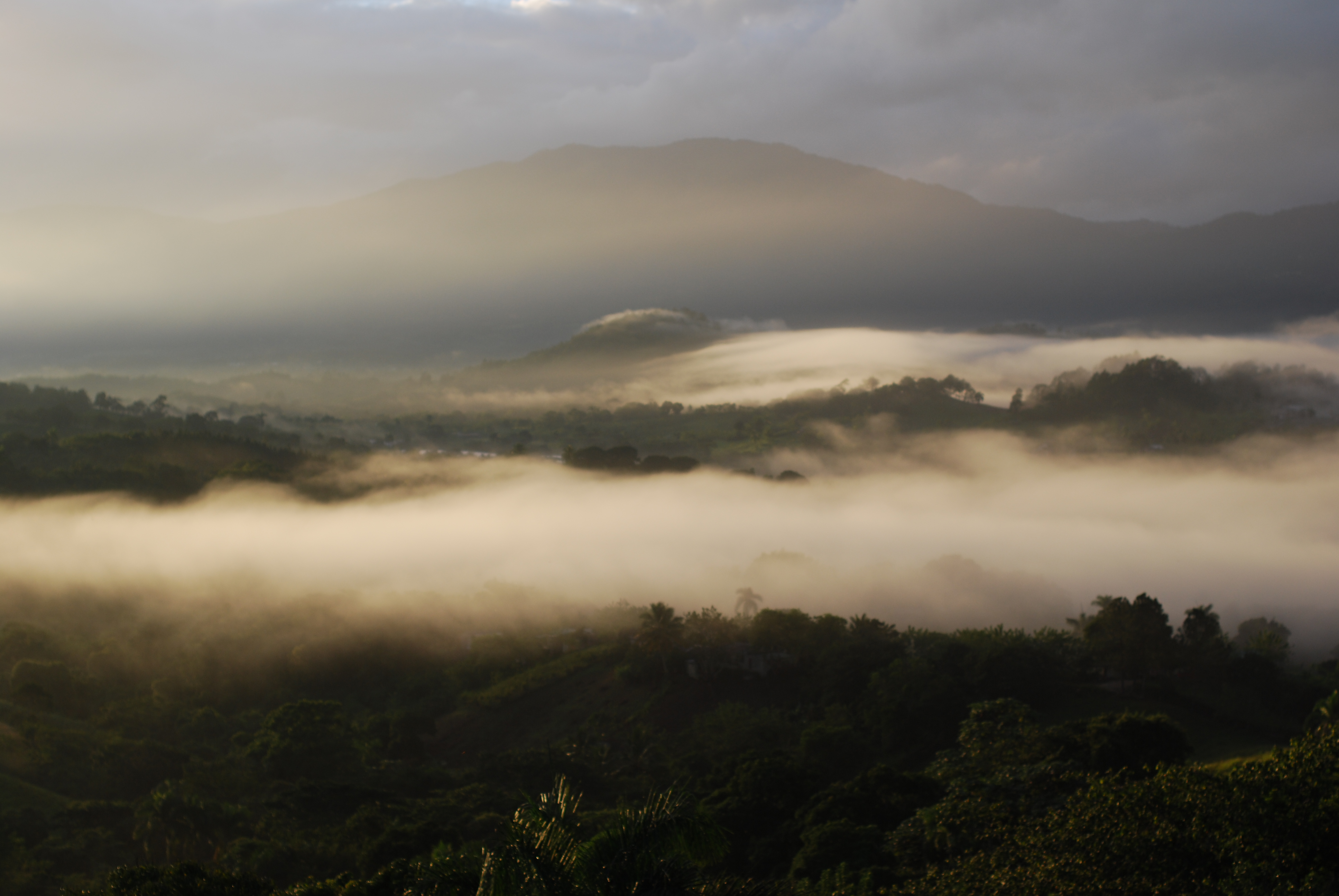

何塞阿爾曼多貝穆德斯國家公園是多明尼加共和國的國家公園，面積766平方公里，始建於1956年2月19日，地質在白堊紀時期形成，有松樹、烏木、桃花心木等樹木生長。